# Staveleya huberti
Espèce
Synonymes
- Mecopisthes huberti Millidge, 1975
- Hypsocephalus huberti (Millidge, 1975)

Staveleya huberti est une espèce d'araignées aranéomorphes de la famille des Linyphiidae.

## Distribution
Cette espèce est endémique de Corse en France.

## Description
Les femelles mesurent de 1,6 à 1,75 mm

## Systématique et taxinomie
Cette espèce a été décrite sous le protonyme Mecopisthes huberti par Millidge en 1975. Elle est placée dans le genre Hypsocephalus par Millidge en 1978. Le nom Hypsocephalus Millidge, 1978 étant préoccupé par Hypsocephalus Swift & Ellwood, 1972, il est renommé Staveleya par Sherwood en 2021.

## Étymologie
Cette espèce est nommée en l'honneur de Michel Hubert.

## Publication originale
- Millidge, 1975 : « Some new or little-known erigonid spiders from southern Europe. » Bulletin of the British arachnological Society, vol. 3, no 5, p. 120-125.